# Duna (banda)
Duna es una banda de rock argentino. El grupo nació en 1985 y estaba integrada por Alejandro "Villa" Villanueva (guitarra y voz), Luciano Del Bene (bajo y voz), Raúl Arbelbide (guitarra y coros) y Marcos Marafiotti (batería). 
Comenzó con un estilo entre post-punk y new wave, con estética marcada por la década del 80, y ciertas influencias con Soda Stereo, Fricción y La Sobrecarga, bandas nacionales del mismo momento, y con The Cure y Duran Duran a nivel internacional. Grabaron su LP debut en el Estudio Moebio, editado por el sello DG. 
Villanueva, Marafoti y Del Bene formaron luego Los Abejorros.
Entre las canciones más difundidas de la banda se encuentran: «Final Marruecos», «Mente moderna», «Taxi en New York» y «Mundo digital».

## Historia
La banda se formó en 1985. Grabaron dos discos, el primero fue Duna de 1987. Ese mismo año telonearon a los ingleses de The Bolshoi en el Estadio Obras y posteriormente a la mítica banda Sumo. En 1989, lanzan Un grito más, tras lo cual se separan por diferencias personales y con la marca Duna, ya que Fiat la registró para uno de sus modelos. 
"Nosotros estábamos en trámite en patentes y marcas, imagínate que podíamos hacer, con una marca en trámite de un grupo chico contra un dispositivo publicitario de una multinacional para lanzar un auto", cuenta Villanueva.

## Los Abejorros
Al comienzo de la década del 90 cambian el nombre por Los Abejorros, con los mismos integrantes de Duna pero sin Arbelbide, y con un fuerte cambio musical. Villanueva, Marafoti y Del Bene realizan shows en el circuito de bares porteños hasta llegar en 1993 a grabar su primer álbum, Por unas monedas, con la producción de Rinaldo Rafanelli. En este disco se destaca el tema que les otorgaría más popularidad tanto en los rankings de radios como en la TV: Calle abajo.

Tras lanzar su disco vuelven al estadio Obras, esta vez para telonear a Los Piojos, y luego llegan a lo que tal vez sea el punto más alto de su carrera: actúan como banda soporte de Paul McCartney en los shows del Estadio River Plate a fines de 1993. 
"Eso fue un flash y fue un empujón importante para nosotros, porque va mas allá de los discos —que a mí me importa vender discos— pero me importa más la parte del público. Empezamos a llevar más gente, nos vio más gente y nos conoció mas gente, entonces se afianzó el nombre", rememora Villa.
Dos años después Los Abejorros se presentaron en Ferro como teloneros de los suecos Roxette.
En 1996 se edita un disco "informal" llamado Fasostenido que contiene quince temas que no entraron en los anteriores discos, preproducciones, demos y versiones en vivo.
Recién en 1997 lanzarían su segunda placa oficial, Partido, revancha y bueno, producido por Afo Verde y que cuenta con una reversión de un tema de Duna (Velas y banderas). Además, se destaca el tema Esta Vida grabado junto a Gustavo "Chizo" Nápoli de La Renga.
Luego de la gira lanzamiento del disco y varios shows, a fines de 1999 Marafioti deja el grupo y es remplazado, pero en el 2000 finalmente la banda se disuelve.

## La vuelta de Duna
En septiembre de 2014, la formación original de Duna vuelve a los escenarios y en 2016 edita un nuevo material de estudio, titulado Claroscuro.

## Discografía

### Como Duna
- Duna (1987)
- Un grito más (1989)
- Claroscuro (2016)

### Como Los Abejorros
- Por unas monedas (1993)
- Partido revancha y bueno (1997)